# Ixodes apronophorus
Ixodes apronophorus (лат.) — вид клещей рода Ixodes из семейства Ixodidae. Обитает в Европе и Азии (Россия, на восток до Кемеровской области и Алтайского края; Средняя Азия).

## Описание
Длина тела голодных взрослых клещей около 3 мм. Аурикулы длинные, остроугольные; позади них гнатосома резко сужена. I и II коксы с отчётливыми перепончатыми придатками. Встречаются во влажных биотопах (около рек, болт, озёр). Паразитируют на мелких млекопитающих (в том числе, на водяной крысе — Arvicola terrestris, ондатре. Известны находки в гнёздах уток. Вид был впервые описан в 1924 году немецким зоологом Паулем Шульцем (1887—1949). Переносчик и хранитель туляремии.